# Toby Riddle
Toby Winema Riddle (1848-1920) est une modoc qui a été interprète dans les négociations entre les Modocs et l'armée américaine durant la guerre des Modocs.
La forêt nationale de Winema ainsi que le cratère vénusien Winema ont été nommés en son honneur.